# Ank Bijleveld
Anna Theodora Bernardina Bijleveld-Schouten, dite Ank Bijleveld, née le 17 mars 1962 à IJsselmuiden, est une femme politique néerlandaise. Membre de l'Appel chrétien-démocrate (CDA), elle est commissaire du Roi en Overijssel de 2011 à 2017 et ministre de la Défense de 2017 à 2021.

## Débuts à Enschede
Diplômée de l'université de Twente, Ank Bijleveld commence sa vie professionnelle en 1986 comme fonctionnaire au sein de l'agence de planification de la ville de Hengelo, en province d'Overijssel. En parallèle, elle est élue au conseil municipal d'Enschede, commune voisine. En mars 1989, elle est promue chef de projet pour l'informatique au sein de l'administration de Hengelo.

## Ascension politique
Elle est élue représentante à la Seconde Chambre des États généraux lors des élections législatives anticipées du 6 septembre 1989, à l'âge de 27 ans. Elle prend ses fonctions deux mois plus tard et renonce alors à son mandat local et son poste dans le secteur public. Elle est réélue en 1994, quand le CDA passe dans l'opposition après 13 ans au pouvoir, puis en 1998.
Elle est nommée le 1er janvier 2001 bourgmestre de la nouvelle commune de Hof van Twente par la reine Beatrix. Elle démissionne de son mandat parlementaire le 16 janvier suivant et exerce ses responsabilités municipales pendant plus de six ans.

## Secrétaire d'État
Effectivement le 22 février 2007, elle devient secrétaire d'État au ministère des Affaires intérieures et des Relations au sein du Royaume, sous l'autorité de la ministre travailliste Guusje ter Horst (en). Elle est responsable des liens avec les collectivités territoriales, de la gestion des catastrophes, de la réglementation administrative et de la fonction publique.
Après la rupture de la coalition au pouvoir, elle passe le 23 février 2010 sous la direction d'Ernst Hirsch Ballin, ministre de la Justice et ministre des Affaires intérieures et des Relations au sein du Royaume par intérim. À l'occasion des élections législatives anticipées du 9 juin suivant, elle est réélue à la Seconde Chambre. Ses fonctions exécutives prennent fin avec le mandat du gouvernement, le 14 octobre.

## Commissaire du Roi
Elle retrouve de nouvelles responsabilités dès le 1er janvier 2011. À cette date, Beatrix la désigne commissaire de la Reine dans la province d'Overijssel. En date de l'intronisation de Willem-Alexander le 30 avril 2013, elle prend le titre de « commissaire du Roi ».

## Ministre de la Défense

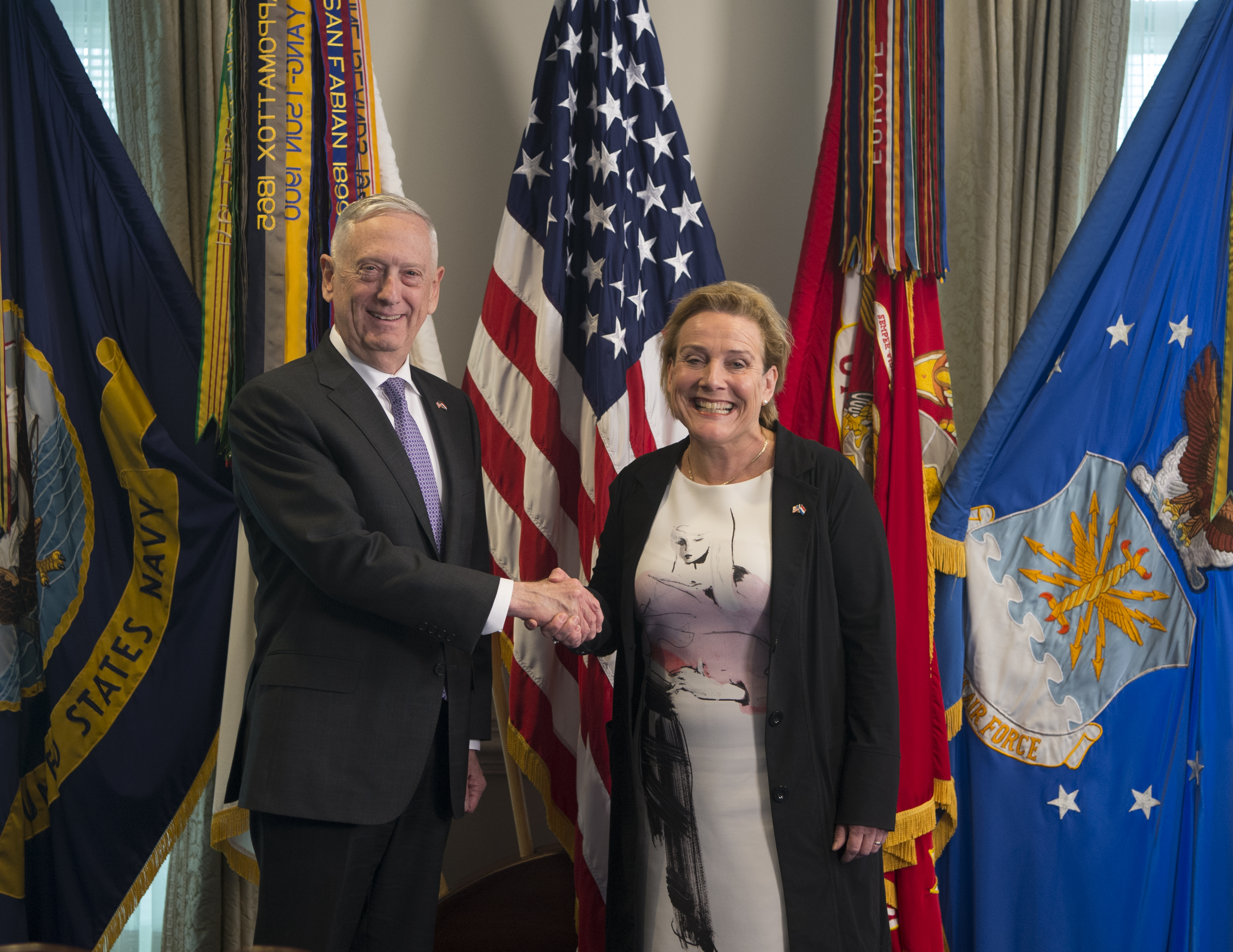
Ank Bijleveld au côté de James Mattis au Pentagone en 2018.

Le 26 octobre 2017, Ank Bijleveld est nommée à 55 ans ministre de la Défense dans le troisième cabinet de coalition du Premier ministre libéral Mark Rutte. Elle succède à Klaas Dijkhoff.
En avril 2018, quatre agents russe sont expulsés du territoire néerlandais après avoir, selon le gouvernement néerlandais, tenté de pirater le réseau Wi-Fi de l'Organisation pour l'interdiction des armes chimiques (OIAC) à La Haye. Cette information révélée en octobre par le gouvernement néerlandais montre, selon Ank Bijleveld, que les Pays-Bas et la Russie se trouvent en « guerre informatique ».
À l'instar des autres membres de l'exécutif, Ank Bijleveld remet sa démission au roi Willem-Alexander le 15 janvier 2021, ce dernier leur demandant d'expédier les affaires courantes. Cependant, elle est visée par une motion de défiance à la Seconde Chambre en raison des opérations d'évacuations après la chute de Kaboul, pour lesquelles sa gestion est critiquée. Bien qu'il ne s'agisse pas d'une motion de censure, après l'annonce de la démission de la ministre des Affaires étrangères Sigrid Kaag, visée par une motion similaire, Ank Bijleveld demande au roi d'accepter sa démission le 17 septembre 2021.

## Sources
- (nl) « Drs. A.Th.B. (Ank) Bijleveld-Schouten », sur www.parlement.com (consulté le 29 octobre 2017).